# Neujahrskonzert der Wiener Philharmoniker 2006

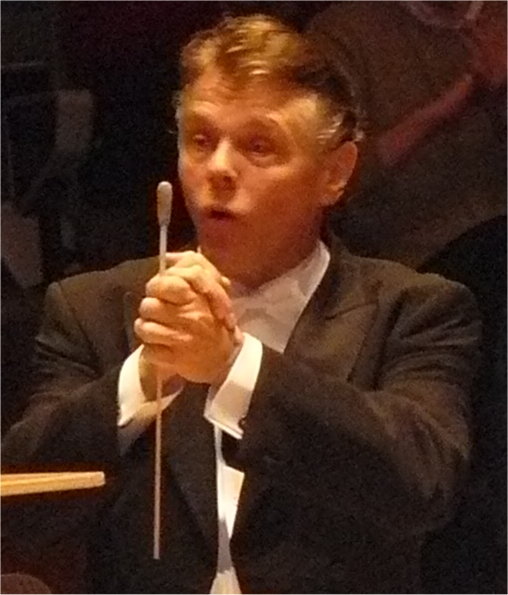
Mariss Jansons (2008)

Das Neujahrskonzert der Wiener Philharmoniker 2006 war das 66. Neujahrskonzert der Wiener Philharmoniker und fand am 1. Jänner 2006 im Wiener Musikverein statt. Dirigent war erstmals der Lette Mariss Jansons.

## Besonderheiten
In diesem Jahr standen sechs Kompositionen auf dem Programm, die nie zuvor im Neujahrskonzert gespielt wurden, darunter auch ein Werk von Wolfgang Amadeus Mozart als „Jahresregent“ (250. Geburtstag).
Der Blumenschmuck für das Neujahrskonzert war auch 2006, wie bereits seit 1980, ein Geschenk der italienischen Stadt San Remo.

## Ballett
Zur Neuen Pizzicato-Polka und dem Walzer Du und Du wurden von John Neumeier choreographierte Ballett-Einlagen gezeigt.

## Pausenfilm
Im Pausenfilm Mozart 06 zeigten Georg Riha und sein Team Bildeindrücke von Salzburg bis Wien, d. h. von Lebensstationen Mozarts, welche maßgebend für einige seiner Werke waren.

## Fernsehübertragung
Auch dieses Neujahrskonzert wurde in Radio und Fernsehen weltweit übertragen: Am 1. Januar 2006 waren international 60 Länder live dabei, von Sambia bis Mexiko und dem Kaukasus bis nach Bolivien. Ernst Grissemann führte durch das Konzert, die Bildregie führte wie im Vorjahr Brian Large.

## Aufnahmen
Die Aufnahme des Konzertes zählte in Österreich zu den meistverkauften Alben des Jahres 2006.

## Programm

### 1. Teil
- Johann Strauss (Sohn): Auf’s Korn! Bundesschützen-Marsch, op. 478*
- Johann Strauss (Sohn): Frühlingsstimmen, Walzer, op. 410
- Johann Strauss (Sohn): Diplomaten-Polka, op. 448
- Josef Strauss: Eingesendet, Polka schnell, op. 240
- Johann Strauss (Sohn): Lob der Frauen, Polka mazur, op. 315
- Johann Strauss (Sohn): Künstlerleben, Walzer, op. 316
- Josef Strauss: Ohne Sorgen, Polka schnell, op. 271

### 2. Teil
- Johann Strauss (Sohn): Einzugsmarsch aus der Operette Der Zigeunerbaron
- Wolfgang Amadeus Mozart: Ouvertüre zu Le Nozze di Figaro, KV 492*
- Joseph Lanner: Die Mozartisten, Walzer, op. 196*
- Johann Strauss (Sohn): Liebesbotschaft, Galopp, o. op. (Arrangement: Josef Bayer)*
- Johann Strauss (Sohn): Neue Pizzicato-Polka, op. 449
- Johann Strauss (Sohn): Künstler-Quadrille, op. 201*
- Johann Strauss (Sohn): Spanischer Marsch, op. 433
- Johann Strauss (Sohn): Du und Du, Walzer, op. 367
- Johann Strauss (Sohn): Im Krapfenwaldl, Polka, op. 336
- Johann Strauss (Sohn): Furioso-Polka, op. 260**
- Eduard Strauß: Telephon, Polka française, op. 165 (Arrangement: Michael Rot)*
- Johann Strauss (Sohn): Lagunen-Walzer, op. 411
- Johann Strauss (Sohn): Éljen a Magyár (Schnell-Polka (sic)), op. 332

### Zugaben
- Johann Strauss (Sohn): Banditen-Galopp, op. 378
- Johann Strauss (Sohn): An der schönen blauen Donau, Walzer, op. 314
- Johann Strauss (Vater): Radetzky-Marsch, op. 228

Werkliste und Reihenfolge sind der Website der Wiener Philharmoniker entnommen.
Mit * gekennzeichnete Werke standen erstmals in einem Programm eines Neujahrskonzertes.
**Die Furioso-Polka wurde als Furioso-Polka quasi Galopp durch den Verlag Carl Haslinger qm. Tobias, Wien, 1862 herausgegeben. Sie wird jedoch so, d. h. nur als Polka, im Programm der Wiener Philharmoniker bezeichnet, dies wurde übernommen. 